# ماساكازو كاتسورا
ماساكازو كاتسورا (باليابانية: 桂正和) هو مانغاكا ياباني، ولد في 10 ديسمبر 1962 في فوكوي في اليابان.

## وصلات خارجية
- ماساكازو كاتسورا على موقع IMDb (الإنجليزية)
- ماساكازو كاتسورا على موقع روتن توميتوز (الإنجليزية)
- ماساكازو كاتسورا على موقع ميوزك برينز (الإنجليزية)
- ماساكازو كاتسورا على موقع أول ميوزيك (الإنجليزية)
- ماساكازو كاتسورا على موقع ديسكوغز (الإنجليزية)
- ماساكازو كاتسورا على موقع قاعدة بيانات الفيلم (الإنجليزية)
- ماساكازو كاتسورا على موقع كينوبويسك (الروسية)
- ماساكازو كاتسورا على موقع ANN person (الإنجليزية)